# Agulla bicolor
Agulla bicolor är en halssländeart som först beskrevs av Willem Albarda 1891.
Agulla bicolor ingår i släktet Agulla och familjen ormhalssländor. Inga underarter finns listade i Catalogue of Life.